# 전원일기
전원일기(田園日記)는 1980년 10월 21일부터 2002년 12월 29일까지 MBC TV에서 방영되었던 농촌 드라마 작품이다.

## 트리비아
- 1980년 10월 21일 첫 번째 에피소드 〈박수칠 때 떠나라〉를 시작으로 이후 22년 동안 방송되었으며, 국내 제작 드라마 사상 장기간 동안 방영된 최장수 주간 드라마로 꼽힌다.

- 초기에는 차범석 작가가 극본을, 이연헌 PD가 연출을 맡았다.

- 농촌이라는 배경과 소재를 통해 농촌을 떠나 도시로 간 사람들에게 농촌에 대한 실정과 그리움을 간접적으로 묘사한 점이 본 드라마의 가장 큰 특징이며, 시골 고향을 비롯하여 농촌에 대한 관심을 이끌어낸 농촌 드라마 작품이다.

- 초창기엔 흑백으로 두 달 동안 방송되었다가 컬러 TV의 본방송 시점이 1980년 12월 22일로 최종 확정된 이후, 컬러로 바뀌었다.[1]

## 방송 일정
| 방송 채널 | 방송 기간                          | 방송 시간                  |
| MBC TV    |                                    |                            |
| --------- | ---------------------------------- | -------------------------- |
| MBC TV    | 1980년 10월 21일 ~ 1980년 12월 9일 | 매주 화요일 밤 9시 50분    |
| MBC TV    | 1987년 5월 5일 ~ 1987년 8월 11일   | 매주 화요일 밤 9시 50분    |
| MBC TV    | 1980년 12월 16일 ~ 1981년 9월 29일 | 매주 화요일 저녁 8시 10분  |
| MBC TV    | 1981년 10월 6일 ~ 1983년 3월 22일  | 매주 화요일 저녁 7시 40분  |
| MBC TV    | 1983년 3월 29일 ~ 1983년 10월 25일 | 매주 화요일 저녁 8시 00분  |
| MBC TV    | 1983년 11월 1일 ~ 1984년 4월 3일   | 매주 화요일 저녁 7시 55분  |
| MBC TV    | 1984년 4월 10일 ~ 1987년 4월 28일  | 매주 화요일 저녁 8시 5분   |
| MBC TV    | 1987년 8월 18일 ~ 1996년 2월 27일  | 매주 화요일 저녁 8시 5분   |
| MBC TV    | 1996년 3월 6일 ~ 1996년 10월 16일  | 매주 수요일 저녁 7시 30분  |
| MBC TV    | 1996년 10월 27일 ~ 2002년 3월 31일 | 매주 일요일 오전 11시 00분 |
| MBC TV    | 2002년 4월 7일 ~ 2002년 12월 29일  | 매주 일요일 오전 8시 50분  |

## 제작진
극본
- 차범석
- 김정수
- 김남
- 조한순
- 윤묘희
- 심응찬
- 장윤석
- 윤정희
- 이종욱
- 박예랑
- 김진숙
- 홍애경
- 이해수
- 김오민
- 이은정
- 김인강
- 황은경

연출
- 이연헌
- 김한영
- 이관희
- 이은규
- 강병문
- 권이상
- 이대영
- 조중현
- 김남원
- 정문수
- 오현창
- 장근수
- 최용원
- 권이상

## 등장인물
| 구분 | 내용                                                                               |
| ---- | ---------------------------------------------------------------------------------- |
| →    | 1996년 11월 개편으로 인해 5년의 세월이 흐르면서 아역에서 성인으로 성장함을 표시함. |
| ←    | 같은 인물이지만 배우진 또는 배역명이 바뀌었을 때 표시함.                           |

김회장 집안
- 정애란 : 할머니 박부용 역 (이경순으로 불린 적도 있음)

김회장의 어머니. 불교 신자. 집안의 큰 어른으로 전통적인 가치관이 강하다. 일용네를 떠돌이 때부터 거두어 동생처럼, 친구처럼 지낸다.
- 최불암 : 아버지(김민재) 역

김회장. 대가족의 가장이며, 마을의 지도자이다. 젊을 때 농민운동을 하며 마을 사람들에게 영농농민회 회장님으로 불린다.
- 김혜자 : 어머니(이은심) 역 [김은심(초창기), 박은심(중반기), 이은심(후반기)]

김회장의 아내. 불교 신자. 고향은 충청북도 옥천군 향남면 안골이다.
- 김용건 : 김용진 역

김회장 댁 장남, 면사무소 직원을 시작으로 군청의 주사, 군청 산림과 계장, 과장을 거치는 만년 산림공무원이다.
- 고두심 : 박은영 역 [박경옥 (초창기), 이은영(초창기), 김은영, 박은영(후반기)]

김회장 댁 맏며느리, 영남의 어머니. 밀양 박씨 문중이며, 연애 시절에는 의견 충돌로 인하여 용진에게 뺨을 석 대 맞기도 했지만 결혼 후 용진이 자상해지며 내내 화목을 유지한다. 친정아버지 (김명수 분)와 친정어머니 (김소원 분 - 중반에는 원미원 분)가 있다.
- 유인촌 : 김용식 역

김회장 댁 차남. 양촌리 이장 (761회 이후). 농업고등학교 졸업하고 농업을 가업으로 이어가는 농부이다.
- 박순천 : 고순영 역 [박순영(초창기), 고순영(후반기)]

김회장 댁 둘째 며느리. 제주도 제주 지방의 감귤 갑부댁 딸. 양촌리 김회장 차남(김용식)과 결혼. 친정아버지로 남일우, 친정어머니로 권미혜 분 함.
- 양진영 → 임호 : 김금동 역

김회장 댁 양자. 만4세 시절 김회장네 업동이로 들어온다. 1998년 잠시 금병유통 대표이사 지냄. 대학 진학 포기 후 지난날 가출기간 중 깡패 소굴에서 생활 중 깡패 소굴을 탈출하려다가 교통사고로 인한 허벅지 부상을 입기도 함. 김인경 의 아버지. 남영의 남편.
- 조하나 : 이남영 역

금동의 아내. 인경의 어머니. 김회장 댁 막내 며느리. 트럭운전을 하면서 농산물거래를 하다가 금동을 만나 결혼을 한다.
- 김기웅 → 남성진 : 김영남 역

용진과 은영의 아들, 김회장네 첫째 친손자, 읍내 파출소 경찰. 12월 생이며 극중 일용의 딸 복길의 남자친구로 781회에서 성인역으로 등장 후 종방 때까지 장기간 연인 사이를 유지하지만, 극 종료까지 결혼은 하지 못한다.
< 819회 친정어머니 > 편에서 영남이와 엄마(은영)의 대화에서 "광장 김씨"의 장손이라고 대사를 함.
- 김경수 → 강현종 : 김수남 역

용식과 순영의 아들, 김회장네 둘째 친손자. 4월 22일생.
- 윤여정 : 김춘순 역

영숙의 언니이자 용진의 큰누나인데 어린시절 홍역에 걸려 사망. 금동이 양자로 들어오기 직전 어머니 은심의 꿈에 나타나 금동이 입양을 간곡히 당부.
- 엄유신 : 김영숙 역 [김영옥(초창기), 김영숙(후반기)]

김회장 댁 장녀(원래 어린 시절 서열상을 가릴 적에 둘째딸). 결혼 후 서울에 거주.
- 김성진 : 박희동(김회장 댁 맏사위) 역
- 김영란 : 김영순 역

김회장 댁 차녀(원래 어린 시절 서열상을 가릴 적에 셋째딸). 결혼 후 서울에 거주.
- 임채무 : 임헌준(김회장 댁 둘째 사위) 역

경기도 수원 출생.
- 김보연 : 김난옥 역

김회장 댁 네번째 딸. 영순의 여동생이자 영애의 언니인데 어린 시절 홍역에 걸려 사망.
- 홍성애 : 김영애 역

김회장 댁 막내 딸. 원식과의 사이에 아들 무세 군을 얻은 후 건강 문제로써 단산. 시어머니로 나문희, 김복희, 김지영 이 분 함.
- 전인택 : 유원식 역

김회장 댁 막내 사위. 경기도 인천 제일 목장 목부 일을 그만두고 마도로스 활동을 하다가 이후 농부로 귀농. 양촌리 생갓집 조카 딸과 첫 혼담이 있었지만 거절한 이후 영애와 결혼.(로 극중 인물 유원식은 김정숙 작가의 제부의 이름에서 따왔다. 극중 마도로스로 나오는데 실제 해군사관학교 출신 장교였다고 한다.)

● 이민우 민이역 김영숙 민이엄마등
일용이네
- 김수미 : 일용네(일용 엄니, 김소담) 역

일용의 어머니. 본관은 광산 김씨. 불교 신자. 전라북도 옥구군 대야면이 고향이다. 남편 이관수와 사별. 절친한 김회장댁 부인 은심보다 나이가 8살 남짓 많음.
- 박은수 : 이일용 역

극 초창기에는 부산 지방에서 마도로스, 경상남도 마산 지방 소형 화물 트럭 운전수 등을 잠시 지냄. 그 이후 경기도 양평 감나뭇집 둘째딸과 첫번째 혼담이 오갔으며, 경상남도 마산 큰애기와 두번째 혼담이 오갔고, 강원도 영월 대추나무 골목길 기와집 셋째딸과 세번째 혼담이 오갔지만 결국 모두 혼인 거절하고 김혜숙과 결혼.
- 김혜정 : 김혜숙 역 [김선희(첫 출연시, 일용과 혼담이 오갈때 <97회>), 박혜숙(초창기)]

일용의 아내, 복길의 어머니
- 노영숙 → 김지영 : 이복길 역

일용의 딸, 향남국민학교 입학하여 국민학교 시절에는 간호사, 국민학교 양호 교사, 여성 항공기 파일럿, 여자 축구 선수, 공군 여성 장교, 여자 경찰, 배우, 추리소설가, 시문학가 등이 장래 희망이었지만 고등학교 검정고시 합격하여 읍내 사진관에서 일하며 사진기술자격증 등을 취득.
- 미상 → 류덕환 : 이순길 역

일용과 혜숙의 아들, 복길의 동생. 1월 24일 출생인지라 만6세 시절에 초등학교 입학.
복길 엄마 김혜숙 네 친정
- 심양홍 : 복길, 순길 외할아버지, 김혜숙의 아버지 김씨 역

원래 초반에는 복길엄마 김혜숙의 친청 아버지로 나오지만, 훗날 동네 사기꾼으로 나와 우리 집안이 독립군 집안 이다 라고 이야기 하다, 왜놈 앞잡이 집안으로 걸려 노마 아빠 등에게 된통 당하게 된다
- 이주실 :복길 순길 외할머니, 김혜숙의 어머니 김씨 부인 역

복길 엄마의 친정어머니 이자, 일용엄니의 사돈댁 부인으로 나오고, 처음엔 건강했지만, 나중에는 병이 들어 병원에 입원하게 됨. 원래 따로 살다가 아들(차광수 분)이 결혼하면서, 아들네로 들어와 살게 되었다고 한다.
- 차광수: 복길, 순길 외삼촌, 김혜숙의 남동생 김씨 역

심양홍이 분한 김씨와, 이주실 분한 김씨 부인 부부 사이의 2번째 자식으로, 아들이며, 매형 인 일용이가 자기 누나 김혜숙을 못살게 군다고 생각하고, 매형 일용이에 대해서 적대감 비스무리하게 드러내며, 항상 누나 김혜숙 편이다.
동네 사람들
- 김노인 : <정대홍> 김봉필, 김동길 역

동네 최고 동갑내기 세 노인 중에 가끔 양복 차림으로 출연을 하는 때도 있다. 대추나무집(샘가집) 어른으로 불린다. 큰아들 부부(강성욱, 김정하), 둘째아들(박경현), 작은아들 부부(나성균, 강수연), 딸 등이 있었으나 후반에는 막내아들(이상철)만 언급된다.
- 박노인 : <홍민우> 박덕삼, 박칠복 역 : 동네 최고 동갑내기 세 노인 중 맏형. 새터집 어른으로 불린다. 아들이 월남전에서 전사하여 국가유공자 가족으로 나온 적도 있었다.
- 강인덕 : 박노인의 아들 박풍덕 역
- 김동주 : 박노인의 며느리 김순동 역
- 이노인 : <정태섭> 이주해, 이태호 역 호는 매암. 기왓집 어른으로 불린다.

동네 최고 동갑내기 세 노인 중에서 막둥이지만 동갑내기 세 노인 중 가장 두터운 학식을 갖춤. 기와집 어른으로 불림. 부인으로 (나정옥 - 김지영)이 있었으나 사망한 것으로 나온다. 극 중, 후반부에는 섭이네가 모시고 산다.
- 김영두 : 박기홍 역 (1985년 252회 서울행 1부에서 밀양 박씨라고 자신을 소개를 함) ← 김기홍 역
- 김혜옥 : 서울댁(박희옥) 역
- 한영숙 : 희옥의 어머니 역
- 김소연 : 기홍의 업동이 딸 최진애 (← 김지연 ← 김소연) : 보배 역
- 이진수 : 기홍의 아버지 김진수 역
- 유명옥 : 기홍의 어머니 삼봉댁(이정옥) 역
- 이창환 : 이창수 역 : 소 사육을 주로 한다. 혜란과 부부이다.
- 이상미 : 이혜란 역 : 양촌리 감나무집 딸이다. 개똥이(재동) 엄마.
- 김복희 : 창수의 어머니 역
- 박윤배 : 박응삼 역

엄마(김모방래, 양귀염) 역에 유명순, 김영옥, 동생 응석 역에 김찬구, 응철 역에 최한호, 응수 역에 정인석, 여동생 응숙 역에 김은정.
< 392회 당신을 위하여 2부 >에서 일용네의 중매로 물너머 황귀순 (안명숙 분) 과 결혼 했으나, 이혼한지도 12년 후 < 1055회 응삼과 쌍봉의 결혼식 > 편에서 쌍봉댁과 재혼을 한다.
- 안명숙 : 응삼의 전처 황귀순 역
- 박종관 : 귀순의 아버지 역
- 김은영 : 귀순의 친정 계모 역
- 이숙 : 쌍봉댁 (박윤덕, 이윤덕 역)

< 2회 주례 > 편에서 이웃마을 아낙으로, 창수와의 맞선녀, 아들이 있는 동네여자, < 275회 이웃사촌 > 편에서 가게주인, < 310회 회장님 > 편에서 부녀회장에 입후보 하면서 '이윤덕'이라고 이름이 소개가 되면서 쌍봉댁으로 고정 출연을 한다. 숙이네와 비슷하게도 홀아비들의 접근이 많고, < 1055회 응삼과 쌍봉의 결혼식 > 편에서 응삼과 재혼을 한다.
- 이계인 : 김귀동, 이귀동 역

노마 아빠. 명자 이전 남편.
양촌리를 떠났다가 동네 청년들과 함께 귀향을 한다. 이 노인의 먼 일가이다.
- 이미지 : 성명자 역

귀동의 전처. 노마 엄마. < 203회 새해 첫손님> 편에서 양촌리를 찾아와 김회장네 집에서 노마를 낳는다.
- 신명철 : 송명석, 신명석 역

동네청년 1.2.3으로 불리다가 1983년 후반기에 이름이 불린다. 할아버지(강계식), 어머니(한은진, 김석옥)가 있었고, 아버지는 언급이 안된다. 뒤늦게 결혼하여(양희경) 동네 청년들과 경주로 신혼여행을 다녀 오지만, 이혼한 것으로 나온다. 지난날 마을 이장을 맡기도 하였고, 꽃 하우스, 난 하우스 등을 하기도 한다.
- 이수나 : 종기네 (김말순, 박복자, 박복남 역)

떠벌네 별명을 가진 마을 부녀회장을 맡고 있다.
주요 가족으로는 남편 종기 아버지(신충식), 맏아들 종섭(김찬우), 둘째아들 종규(김세영, 김현남), 막내아들 종기(김재강, 김동욱), 딸 종숙(이정은) 등이 있다.
- 신충식 : 종기 아버지 박순만 역
- 김명희 : 숙이네. (김태순, 김명덕, 김희순, 김기순 역)

극 초기에는 남편이 있는 것으로 소개가 되지만, 이후 과부로 출연을 함. 딸 김숙이(전미선 - 김소이)를 두었다.
- 김정 : 섭이네. (박미경 역)

이노인의 조카 며느리이다. 남편 최만순(홍순창(초반-남만순), 김호영 분) 사이에 아들 섭이(최양섭, 이승훈-박정우-홍윤기-박명호)를 두었다.
- 최종환 : 박병태 역

형 상태(임현식)와 양촌리 주민이 된다.
- 조현숙 : 홍윤희, 조윤희 역

병태의 처로 양촌리 주민이 되고, 딸 '아름이'를 낳는다.
- 양동재 : 배남수 역

< 925회 가을의 문턱에서 > 편에서 병태의 친구로 양촌리에 들어온다. 나름 대학을 나오고 농촌에 정착하려는 인물이다. 인터넷도 이용을 하는 양촌리에서 첨단을 걷지만, < 1058회 보릿고개도 아닌데 > 편에서 다시 서울 본가로 올라간다.
- 임현식 : 박상태 역
- 김자옥 : 송민자 역
- 채민희 : 박재영 역
- 유현지 : 박슬기 역

## 시청률
- 1993년 2월 2일에 방송된 자체 최고 시청률은 42퍼센트(구 미디어 코리아 리서치 조사)를 기록하는 기염을 토한 바 있다.

## 수상 경력
- 1983년 제10회 한국방송대상 드라마부문 TV극본상
- 1985년 제21회 백상예술대상 TV부문 작품상
- 1986년 MBC 연기대상 대상 김수미

## 전원일기의 역사
극 중 양촌리의 촬영장소 변화
- 극중 배경은 양촌리로 되어있지만 촬영지는 여러 번 바뀌었다.

경기도 양주시 장흥면 부곡리 (송추)
→ 경기도 양주시 장흥면 삼하리
→ 경기도 양평군
→ 충청북도 청주시 문의면
→ 경기도 남양주시 와부읍 덕소리
→ 경기도 남양주시 조안면 조안리
→ 경기도 남양주시 조안면 진중리
→ 경기도 양평군 양서면 양수리
1기
- 1982년 11월 〈뚝배기 같은 며느리〉 편에서 일용(박은수 분)과 혜숙(김혜정 분)이 결혼하여 부부로 등장한다.
- 1983년 11월 〈제주도 비바리〉 편에서 김회장네 차남 용식(유인촌 분)과 제주도 처녀 순영(박순천 분)이 맞선을 보고, 〈둥그레 당실〉 편에서 결혼하여 부부로 등장한다.
- 1984년 2월 14일 〈낙상〉 편에서는 어머니(김혜자 분)가 둘째딸(김영란 분)네 집에 방문했다가 빙판에서 낙상해 크게 다치는 내용인데, 실제로 김혜자가 낙상하여 13주 진단을 받았기 때문에 얼마 간 출연을 못하게 되자 나온 에피소드이다.[3]
- 1984년 김회장 집안에 둘째 손자 수남, 일용네에 첫째 손녀 복길 등이 출생하여 아역 배우가 캐스팅되었다.
- 1986년 봄 기홍(김영두)이 결혼을 하게 된다.
- 1988년 응삼(박윤배)이 노총각의 딱지를 떼고 드디어 결혼을 한다. 하지만 1990년 돌연 이혼을 한다.
- 1989년 오랫동안 전원일기를 써왔던 김정수 작가가 그만두고 《수사반장》을 집필하던 김남 작가로 교체되었지만 6개월만에 김정수 작가가 다시 복귀하였다. 이 후 1993년 2월까지 집필한다.
- 1990년 극중에서 한동안 사라졌던 금동이(양진영)가 1992년 다시 복귀하여 대학 입시(재수 시도)에 낙방하는 것까지 나왔지만 이후 불미스러운 일로 하차했다.
- 1995년 일용네의 둘째이자 첫 아들 순길이 출생하였다.
- 1995년 기홍(김영두)이 보배 엄마와 희옥(김혜옥)과 성격 차이로 인하여 협의 이혼한다.
- 1996년 1월 최불암(김 회장 역)은 국회의원 출마로 인해 잠시 떠났다가 선거에서 낙선한 후 다시 돌아왔다. 극 중에서 김 회장은 자유중화민국 타이베이 유학을 잠시 떠났지만 갑자기 허리를 다치면서 일본 도쿄로 요양을 떠난 것으로 자막 등 처리하였다.[4] 여담으로, 김 회장의 어수룩한 이미지로 인해 최불암을 등장시킨 유머 최불암 시리즈가 유행했다.

2기
- 1996년 11월 3일 〈공부할래, 농사지을래〉(781회) 편부터 5년의 세월이 흐른 뒤 2세들의 생활수준을 향상시키고, 성장한 3세들(영남, 수남, 복길, 순길, 보배, 노마 등)의 모습을 통해 드라마에 활력을 넣었다. 이에 따라 아역 배우들은 하차하고 성인 배우들이 뒤를 이어 출연하였다. 5년 후 아역들의 나이도 재조정되어 복길이 친구 노마와 두세 살 아래던 수남이. 그리고 수남이보다 더 어리던 개똥이 보배가 모두 각각 중·고등학생으로 성장하였으며 노마 친구였던 복길은 성인이 되어버렸다. 또한 80대인 김 회장(최불암 분)이나 90대인 할머니(정애란 분), 그리고 60대인 두 아들(김용건과 유인촌 분) 등의 나이는 열 살 정도 낮췄다.[5]
- 1997년 극 중에서 김회장의 양자 금동이가 방황을 끝내고 성인이 되어 돌아옴에 따라 재등장하였고, 이 때부터 임호가 맡았다.
- 1997년 상태네 식구(임현식, 김자옥, 채민희, 유현지)와 동생인 병태네 식구(최종환, 조현숙)가 양촌리로 이사 옴에 따라 이 때부터 임현식, 김자옥, 최종환 등이 새로 캐스팅되었다. 그러나 1999년에 상태네 식구는 다른 곳으로 이사 간 것으로 처리되었다.
- 김회장 댁과 일용네를 제외한 나머지 양촌리 식구들은 출연이 거의 없거나 가끔씩 출연하였다가 1999년에 다시 출연이 이루어졌다. 여기에 병태 친구인 남수가 들어옴에 따라 젊은층의 얘기를 보충하였고, 남수 역에는 양동재가 캐스팅되었다.
- 1999년 김회장 댁 양자 금동(임호)이 결혼을 한다.
- 2001년 8월 7일 이 노인 역의 정태섭이 드라마가 종영되기 전에 직장암으로 사망하였다. 극 중에서도 이 노인은 사망한 것으로 처리하여 김노인(정대홍), 박노인(홍민우)만 등장하였다.
- 2002년 한 차례 결혼을 했다가 이혼의 아픔을 겪은 응삼(박윤배 분)과 과부 쌍봉댁(이숙 분)이 결혼하고, 일용네는 복순표메주 (복길이,순길이 복순 약자) 사업을 시작하고. 복길이와 영남이는 드라마상에서 결혼을 하지 않은 채로 막을 내린다.

## 주제곡
1980년부터 1996년까지 원곡이 사용되었으며, 1996년 가을 개편을 기점으로 다소 편곡된 버전이 사용되었다. 이 곡은 본래 고(故) 이봉조의 섹소폰 연주곡으로 알려져 있었으나, 실제로는 당시 MBC 악단장이었던 장익환 씨가 작곡, 편곡 및 연주를 담당한 것으로 확인된다.
이후 동일한 곡이 다른 형태로 편곡되어 사용되었으며, 트로트 가수 유산슬의 데뷔곡인 ‘합정역 5번 출구’의 섹소폰 세션 및 KBS ‘콘서트 7080’의 섹소폰 세션으로도 활약한 김원용 씨가 연주한 버전이 활용되기도 하였다.

## 참고 사항
- 이 드라마의 주조연 및 단역을 포함한 역대 총 출연진 중 여성 최고령 출연자는 극중 신명석 전직 양촌리 이장의 외갓댁 새외할머니 역으로 단역 출연한 복혜숙 여사이며, 여성 차고령 출연자는 극중 신명석 전직 양촌리 이장의 친가댁 새할머니 역으로 단역 출연한 석금성 여사이다.
- 이 드라마의 주조연 및 단역을 포함한 역대 총 출연진 중 남성 최고령 출연자는 극중 양촌리 농민회장 김민재의 나이 많은 9촌 서얼 삼종조카 김용환 역으로 단역 출연한 남성 원로 연기자 고설봉 선생이며, 남성 차고령 출연자는 극중 김용환(고설봉 분)의 이복 서얼 남동생 김용철 역으로 단역 출연한 남성 원로 연기자 강계식 선생이다.
- 1992년 12월, 지난 10여년간 TV 드라마 전원일기 경기도 양주군 야외 녹화 세트로 자택 유료 대여를 해준 경기도 양주 주민 홍순문·임영숙 부부가 문화방송(MBC)으로부터 감사패를 받기도 하였다.
- 925회 방송분까지 오프닝에 경관 영상으로 쓰였다가, 926회 방송분부터 타이틀 제작으로 영상과 사진을 삽입됐다.
- KBS 드라마본부의 엄기백 팀장의 인터뷰에서, "'전원일기'가 약 22년 만에 폐지하게 된 이유는 소재 고갈 문제를 비롯한 시청률 하락, 다양한 장르물의 등장으로 더 이상 시청률을 기대할 수 없다는 판단이 나온 것으로 이미 예견되었기 때문에, 2002년 10월 중순부터 시청 가능 연령을 표시하는 이른바 드라마 등급제 의무화에 적잖은 작용을 했기 때문이다"라고 설명하여, 2002년 12월 29일에 마지막 방송으로 끝을 맺었다.
- 최불암(김 회장 역)은 "총선 출마 연예인 출연금지 규정"에 따라 1996년 1월 2일 방송분을 끝으로 빠졌다가[6] 그 해 6월 12일 방영분부터[7] 해당 드라마에 돌아왔다.

## 결방 사유
2001년
- 4월 8일 : MBC 스포츠 메이저리그 2001 <LA VS 샌프란시스코> 중계방송으로 인한 결방
- 7월 1일 : MBC 스포츠 2001 메이저리그 박찬호 선발경기 <LA VS 샌디에이고> 중계방송으로 인한 결방

## 경쟁 드라마
- 대추나무 사랑걸렸네